# Maroc portugais
1415–1769
Le Maroc portugais (portugais : Marrocos português) est le nom donné à la partie du Maroc occupée militairement par le Portugal depuis le 15 août 1415, à la prise de Ceuta par Jean Ier, jusqu'au 11 mars 1769, quand Dinis Melo e Castro (pt), dernier gouverneur et capitaine-général de Mazagan, rend au Maroc cette dernière place portugaise sur le sol marocain, sur ordre du Premier ministre, marquis de Pombal. Mazagan était à cette époque assiégée par le sultan du Maroc, et sa reprise permit la signature du tout premier traité de paix luso-marocain, cette même année. La plupart des habitants de la ville furent transférés aux frais de l'État en Amazonie, brésilienne, où les colons reçurent argent, terres, maisons, pour fonder la Nouvelle Mazagan, actuellement simplement Mazagão, en Amapá.

## Géographie
Le territoire du Maroc portugais commençait à Boujdour  comprenant ainsi les villes de Agadir (Santa Cruz do Cabo de Gué, en portugais), Essaouira, Casablanca (Anfa), Safi, El Jadida (Mazagan en portugais), Kénitra et suivait toute la côte atlantique marocaine jusqu'à Ceuta, où il contrôlait la navigation, le passage et les accès de la Méditerranée, au détroit de Gibraltar.

## Histoire
Depuis le XVe siècle, le royaume du Portugal s'est étendu au-delà du continent européen, visant notamment le contrôle du détroit de Gibraltar, puis la domination de la côte atlantique.

### L'Algarve d'Outre-Mer
Le Maroc portugais était dénommé par les Lusitaniens l'Algarve d'Outre-Mer (le terme Algarve, en arabe, signifie l'Ouest - de l'Andalousie -  de même que le Maroc est nommé Al gharb ou Maghrab signifiant l'Ouest - de l'Afrique du Nord -). En effet, les rois du Portugal portaient le titre de roi de Portugal et des Algarves, en deçà et au-delà des mers en Afrique (titre officiel complet de : roi de Portugal et des Algarves, en deçà et au-delà des mers en Afrique, Seigneur de Guinée (pour toute l'Afrique au sud du Maroc), de la conquête, navigation et commerce de l'Éthiopie (toute l'Afrique Orientale), Arabie, Perse et Inde). Pourtant, si l'Algarve d'au-delà était le Maroc portugais, les Algarves d'au-delà, au pluriel, sur leur titre, ne finissaient pas au Maroc portugais, puisque Al Gharb veut dire l'Occident, en langue arabe, et donc le nom Algarves au pluriel désignait génériquement toute la  côte africaine et le reste de l'Empire portugais, jusqu'à Macao, sauf le Brésil, dont ils ne se feront princes, puis rois et empereurs, qu'à partir du XVIIIe siècle.
Le Maroc était donc la deuxième Algarve portugais, l'Algarve (au singulier) d'au-delà des mers. Il faisait face géographiquement au royaume d'Algarve européen, l'Algarve d'en deçà des mers, auquel il était fortement attaché économiquement et militairement, puisque se faisant face. Les îles de Madère, des Açores et du Cap-Vert complétaient, de par leur proximité, le triangle atlantique naval, économique et militaire portugais.
Par la prise de Ceuta en 1415, celle d'Assilah puis de Tanger en 1471, le détroit est conquis.

### Prise de Ceuta (1415)

Drapeau municipal de Ceuta, le même que celui de Lisbonne, avec les armes du royaume de Portugal superposées comme signe de sa valeur de joyau de la couronne, et de la faveur royale

La conquête surprise de Ceuta en 1415 par débarquement, le jour de l'Assomption, fut fêtée triomphalement en toute l'Europe chevaleresque comme la prouesse de leur temps, étant la première ville islamique à être conquise depuis l'échec des croisades, et la première que la Reconquête péninsulaire prenait hors du continent européen, sur la terre de ses envahisseurs même, afin de barrer en mer comme sur terre l'avancée corsaire musulmane de la Méditerranée sur l'Atlantique. Le pape y établit le premier évêché européen d'outre-mer.
La conquête de Ceuta fut aussi une grande et riche entreprise de chevalerie, que Jean Ier, l'ancien grand-maître de chevalerie de l'Ordre d'Aviz, le roi de Bonne mémoire, voulut offrir à ses trois fils aînés, qui se sont armés eux-mêmes chevaliers sur le champ de bataille lors de la conquête de la ville. Le plan de conquête avait été élaboré par eux. Il s'agit du futur roi Édouard Ier, de l'Infant Pierre, duc de Coimbra, futur régent de Portugal, dit le Prince des Sept Parties du Monde, et d'Henri le Navigateur, duc de Viseu.
Pour tout ce patrimoine d'honneur chevaleresque et militaire, Ceuta, qui demeurera la ville la plus importante du Maroc portugais, suivie de Tanger, reçoit les armoiries et les privilèges de la ville de Lisbonne, et sa mosquée, convertie en première cathédrale de l'expansion maritime coloniale, sous le titre de Santa Maria de África (Sainte Marie d'Afrique) aura longtemps juridiction ecclésiastique chrétienne autour de la planète, pour tous territoires à conquérir et découvrir hors d'Europe, jusqu'à l'établissement du patriarcat primatial d'Orient, à Goa, capitale de l'Inde portugaise depuis le XVIe siècle.

### Expansion atlantique
Le Portugal continue à développer son emprise sur le littoral atlantique nord-africain, en établissant sa suzeraineté sur les ports de Safi (1481), d'Azemmour (1486), Massa (1497), et y faisant construire régulièrement des forteresses, jusqu'à totalement conquérir ces villes vassales (Assilah en 1471, Safi en 1508, Azemmour en 1513, Mazagan en 1514). L'année suivante, la défaite de Maamora face aux troupes Wattassides met un coup d'arrêt à l'expansion portugaise – mais pas à ses ambitions, puisque jusqu'en 1525, le Portugal tente de conquérir l'ensemble du territoire, dont la défense est alors affaiblie par le déclin de la dynastie wattasside. Toutefois, limités par une faible démographie et leurs ressources financières, une partie des souverains portugais préfèrent le développement de leurs colonies américaines et asiatiques, ce qui ne permet pas aux ambitions marocaines de se concrétiser davantage.

### Echecs face aux Saadiens et retrait définitif sous lesAlaouites
Du côté marocain, l'émiettement du pouvoir central wattasside laisse la place à des mouvements tribaux, qui se coordonnent sous l'influence de chefs religieux, motivés par le rejet de l'étranger. La bataille de Maamora en 1515 ayant mis à jour la vulnérabilité des troupes portugaises, la pénétration plus profonde dans le territoire des incursions conquérantes soude les populations autour des chefs spirituels ou politiques locaux, comme le chérif Abou Abdallah al-Qaim qui va fonder la dynastie des Saadiens. La lutte vise d'abord les personnalités susceptibles de contrecarrer leurs plans : le gouverneur de Safi, Nuno Fernandes de Ataíde (pt), meurt en 1516 en luttant contre la révolte des tribus d'Oulad Amrane ; le « général des Maures alliés » Yahya est empoisonné en 1518. Les fils d'al-Qaim, Ahmed al-Araj et Mohammed ech-Cheikh, vont œuvrer à reconquérir la position portugaise la plus méridionale, Santa Cruz do Cabo de Aguer, qui tombe en 1541. Safi et Azemmour, jugées indéfendables par Jean III (qui préfère la conquête des Indes), sont évacuées la même année ; Ksar Sghir et Assilah en 1550. 
La victoire décisive saadienne à Ksar El Kebir en 1578 brise la dernière tentative de conquête portugaise au Maroc et profitera à Philippe II d'Espagne qui réalisera l'Union Ibérique en 1580. 
Au retour de la souveraineté totale portugaise sous Jean IV en 1640, les dernières colonies sont délaissées les unes après les autres: 
- Tanger (cédée à l'Angleterre en 1661 à la suite du mariage de Catherine de Bragance avec Charles II).
- Ceuta (cédée à l'Espagne en 1668 par le traité de Lisbonne).
- Anfa (abandonnée en 1755 à la suite du tremblement de terre cette même année).
- Mazagan (reprise par les marocains en 1769 et conduit à la signature d'un traité de paix avec le sultan Mohammed III).

## Culture

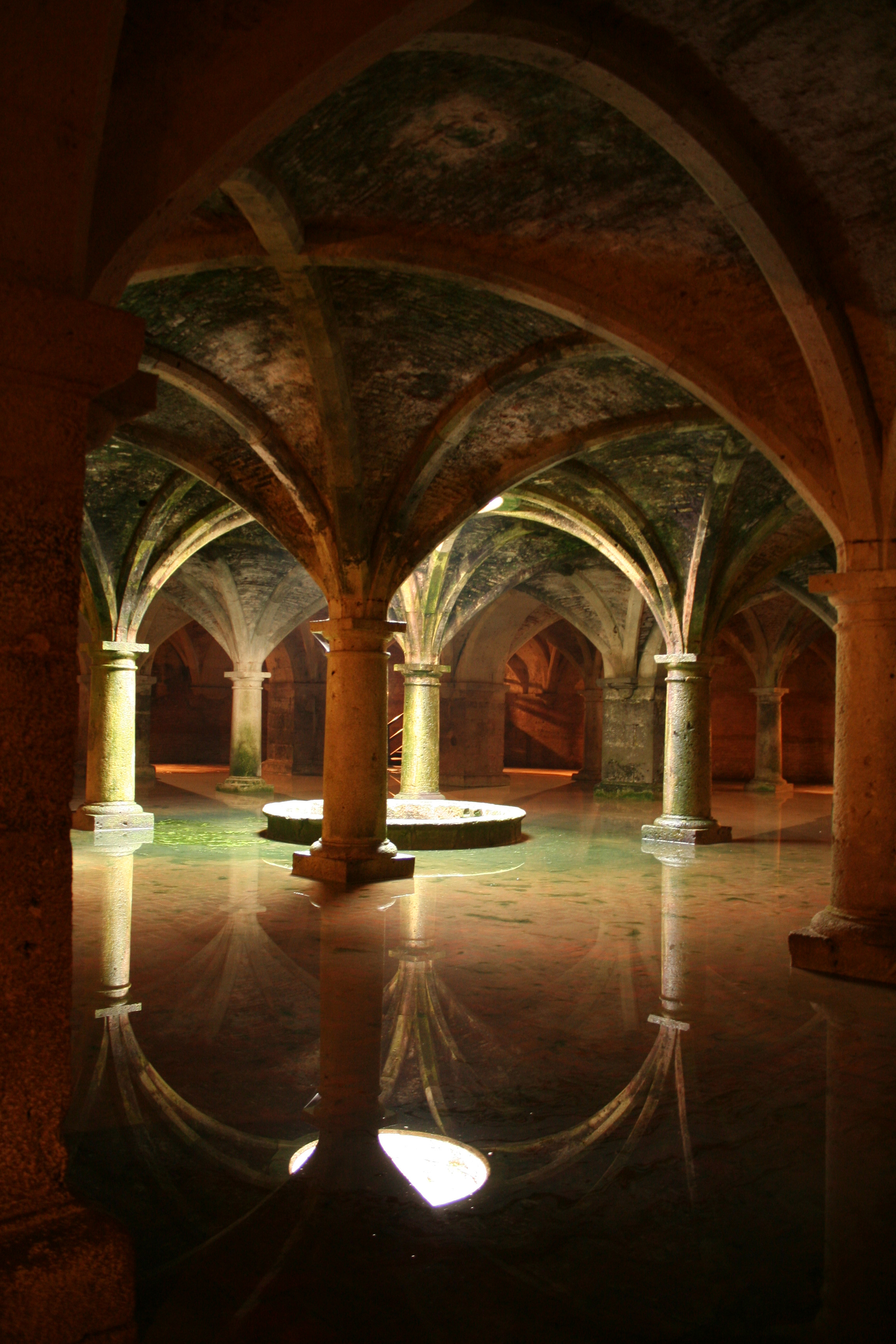
La majestueuse citerne du château portugais, à Mazagan : sa noble architecture souterraine comporte assez d'eau pour toute une ville souvent assiégée et assoiffée, dans le passé

Le Maroc portugais ayant vécu une guerre permanente, la présence portugaise s'y voit encore aujourd'hui dans les grandes et majestueuses forteresses où se cachaient ses villes principales, à l'abri de grosses murailles.
Les fortifications portugaises de Mazagan ont été classées patrimoine de l'Humanité en 2004 par l'UNESCO. De cet ensemble monumental de l'actuelle ville d'El Jadida fait partie l'église de l'Assomption (igreja da Assunção), en style manuélin. Ce patrimoine est un croisement renouvelé entre le Portugal et son voisin, entre les cultures portugaise et marocaine, croisement transplanté du Portugal au Maroc après la sortie des maures (nom donné aux musulmans par les chrétiens pendant la Reconquista) à la fin de la reconquête chrétienne de l'Algarve par le roi Alphonse III du Portugal en 1249. Cela tant dans l'architecture civile et militaire que dans les technologies développées, et aussi dans l'urbanisme rationnel précoce que le Portugal y a pratiqué à titre d'essai, pour ensuite l'exporter vers les autres parties de son empire grandissant.